# Frédéric Da Rocha

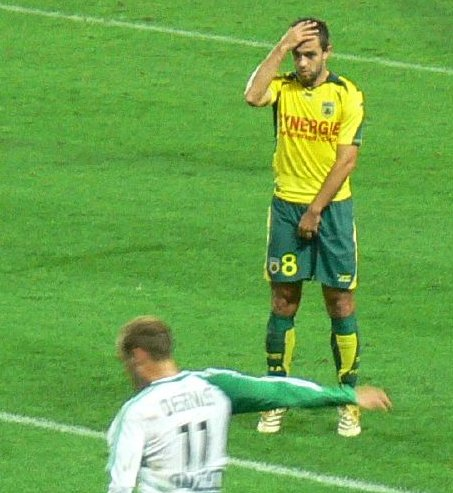
Frédéric Da Rocha

Frédéric Da Rocha (ur. 16 września 1974 w Cenon) – francuski piłkarz pochodzenia portugalskiego grający na pozycji środkowego pomocnika.

## Kariera klubowa
Da Rocha urodził się w Akwitanii w rodzinie pochodzenia portugalskiego. Karierę zawodniczą rozpoczął w drużynie FC Nantes i trafił do niej już w 1991 roku. Początkowo reprezentował barwy zespołu rezerw, a w 1995 roku awansował do kadry pierwszej drużyny prowadzonej przez Jeana-Claude'a Suaudeau. W rozgrywkach Ligue 1 zadebiutował 9 sierpnia 1995 w przegranym 1:4 wyjazdowym meczu z Bastią. W 1996 roku jako rezerwowy dotarł z Nantes do półfinału Ligi Mistrzów, jednak "Kanarki" odpadły po dwumeczu z Juventusem. Wcześniej Latem 1996 był już podstawowym zawodnikiem Nantes, ale po kolejne sukcesy w karierze sięgnął dopiero w 1999 roku. W maju sięgnął po Puchar Francji, dzięki zwycięstwu Nantes 1:0 w finale nad Sedanem. Latem wygrał też Superpuchar Francji. W 2000 roku Da Rocha ponownie zwyciężył w Pucharze Francji, a zespół "Kanarków" tym razem w finale pokonał 4:0 amatorski Calais RUFC. Natomiast w sezonie 2000/2001 po raz pierwszy w karierze został mistrzem Francji. Z kolei latem 2001 wygrał Superpuchar Francji. Jednak w sezonie 2006/2007 Nantes z Frédérikiem w składzie spadło do Ligue 2, ale Da Rocha pozostał w zespole i jako kapitan skutecznie wspomógł go w walce o powrót do Ligue 1. Od 2009 roku jest zawodnikiem US Boulogne.
| Sezon   | Klub      | Kraj    | Rozgrywki | Mecze | Bramki |
| ------- | --------- | ------- | --------- | ----- | ------ |
| 1995/96 | FC Nantes | Francja | Ligue 1   | 11    | 2      |
| 1996/97 | FC Nantes | Francja | Ligue 1   | 28    | 5      |
| 1997/98 | FC Nantes | Francja | Ligue 1   | 33    | 5      |
| 1998/99 | FC Nantes | Francja | Ligue 1   | 30    | 7      |
| 1999/00 | FC Nantes | Francja | Ligue 1   | 32    | 6      |
| 2000/01 | FC Nantes | Francja | Ligue 1   | 31    | 4      |
| 2001/02 | FC Nantes | Francja | Ligue 1   | 28    | 1      |
| 2002/03 | FC Nantes | Francja | Ligue 1   | 28    | 2      |
| 2003/04 | FC Nantes | Francja | Ligue 1   | 35    | 6      |
| 2004/05 | FC Nantes | Francja | Ligue 1   | 28    | 0      |
| 2005/06 | FC Nantes | Francja | Ligue 1   | 35    | 2      |
| 2006/07 | FC Nantes | Francja | Ligue 1   | 31    | 3      |
| 2007/08 | FC Nantes | Francja | Ligue 2   | 26    | 1      |
| 2008/09 | FC Nantes | Francja | Ligue 1   |       |        |